# The Commitments (film)
The Commitments er en musicalfilm fra 1991 omhandlende en gruppe irske musikere. Filmen har vundet kultstatus på grund af den heftige soul- og R&B inspirerede musik, der er det gennemgående tema i filmen, og – ikke mindst – på grund af Andrew Strongs stærke fortolkning af soul-klassikeren Mustang Sally.